# 雪崩工作室
雪崩工作室（英語：Avalanche Studios）是瑞典斯德哥尔摩的一家视频游戏开发商，由林斯·勃洛姆堡和克里斯托弗·桑德伯格于2003年3月创办。雪崩工作室主要以Apex游戏引擎（原雪崩引擎）研发開放世界项目，其中最为知名的游戏是《正当防卫》系列。
工作室正式名称为Fatalist Development AB，意为「宿命论者发展公司」，创建于Rock Solid Games倒闭之后，早期凭《正当防卫》第一部大获成功。随后，游戏团队开始研发《正当防卫2》，但此时两个合同项目被取消，工作室出现了财务问题。虽然曾两度跳票，但该游戏的口碑与收益皆获得巨大成功。之后，公司于纽约市新开设了一间工作室，负责《正当防卫3》的开发；斯德哥尔摩工作室则与華納兄弟互動娛樂协作，开发《疯狂麦克斯》。2017年，公司公布了三个项目，分别为《正当防卫4》、《狂怒2》（与Id Software协作开发），以及自主研发游戏《零世代》。同年，北方电影将该公司收购。
除瑞典的总部以及纽约工作室之外，该公司又于2018年5月在马尔默开设了一间工作室；2010年3月，成立了一家名为“Expansive Worlds”的休闲游戏子公司，负责《猎人》的开发。工作室的目标是拥有完全自主原创的知识产权。

## 历史

### 背景
2003年，林斯·勃洛姆堡与克里斯托弗·桑德伯格两人合作创办了雪崩工作室。在此之前，桑德伯格曾为電子遊戲發行商，并发行过艺电旗下的FIFA系列等游戏。他们先前一同于Paradox Interactive任职，2001年第二季度，两人离职并创办了Rock Solid工作室。工作室曾与阴谋娱乐合作开发过一款《异形魔怪》游戏，改编自环球影业的同名系列电影，原定于2003年在PC、PS2、Xbox以及任天堂GameCube上发行。在此期间，另一家位于斯德哥尔摩的游戏公司Starbreeze Studios宣布其将收购Rock Solid。未曾想两公司达成的协议遭到前者破坏，收购被迫中止。除此之外，環球影業决定取消“异形魔怪”项目的研发，导致Rock Solid最终破产。桑德伯格及博洛姆堡亦因此失去职业，负债累累。2003年，两人最终决定重新开始，并与其他六名雇员一同创办了雪崩工作室。桑德伯格于后来回忆此事称，工作室初创于一片混乱，并将Rock Solid倒闭归咎于过分轻信他人。

### 2003–2010

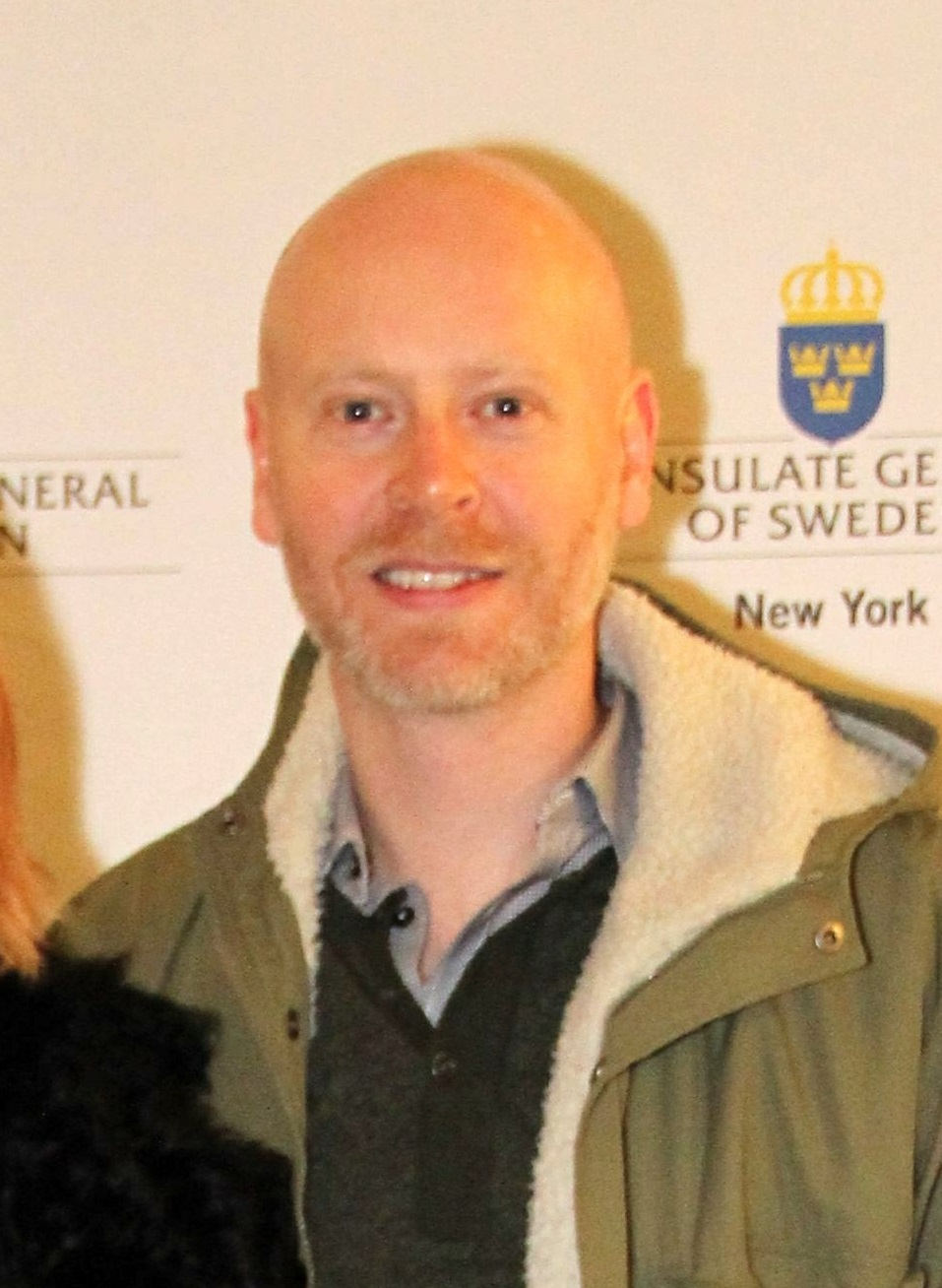
林斯·博洛姆堡，雪崩工作室创始人之一

在为公司命名时，桑德伯格、博洛姆堡以及公司其他雇员列出了一份二战时期军事代码的清单，并最终选定以入侵義大利的“雪崩”行动作为工作室名称。2003年，公司开始开发《正当防卫》的原型项目——《Rico: Terror in the Tropics》。该项目由桑德伯格亲自操刀，并成为雪崩工作室的第一款游戏。他亦向发行商Eidos Interactive介绍了该游戏的概念，并为其所接纳。根据桑德伯格的想法，在这款游戏中，玩家可以“从空中跳到车顶，并且继续前进”。2006年，《正当防卫》于Windows、PS2以及Xbox 360平台发行。桑德伯格称之为“工作室的核心”，因为这是他们开发的首款游戏。
《正当防卫》发售之后，雪崩工作室开始为《猎人》提供技术支持。该游戏原本由Emote Games研发与销售，2010年2月18日，雪崩工作室收购了其特许经营权。由于《猎人》为一款在线激活游戏，故在当月24日，雪崩工作室成立了一家子公司“Expansive Worlds”，以继续研发并为其提供后续支持。新成立的工作室亦会进行一些新网络游戏项目的开发。
在致力于开发《猎人》的同时，工作室亦在进行其他两款游戏的研发，分别为《AionGuard》与《正当防卫2》。前者为一款奇幻电子游戏，唯遭到搁置。后者则于2008年首度亮相。该游戏以雪崩工作室的室内游戏引擎Apex 2.0驱动，进行了部分改进，并加入其他一些新颖要素。其原本定于年内发售，但是错过了预定的发售日期。同年，因两个项目遭到取消，雪崩工作室蒙受了3500万美元的损失，并被迫辞退了77名员工。根据后来泄露出的消息，项目之一为《阿卡狄亚》续作，系列曾由THQ发行。此番变故之后，桑德伯格宣布公司未来将继续做一个小工作室。2009年，《正当防卫2》仍旧未能发布。5月，又有20多名员工遭到解雇。尽管不断裁员，《正当防卫2》开发仍未停滞，并于2010年3月正式发行。

### 2011–2018
在《正当防卫2》完成之后，雪崩工作室开始尝试新的项目，并于2011年3月30日公布了一款新的数字发行游戏——《变节行动》。游戏研发团队还与世嘉进行了接洽，以期用Apex引擎打造这款自主知识产权的数字发行游戏。相较于先前几款游戏，《变节行动》的开发周期缩短许多，并于2011年10月14日最终发售。
2011年6月15日，雪崩工作室宣布将在纽约开办一间新的工作室，11月17日正式开始运营。《正当防卫》系列交由其进行研发。根据计划，这是一款3A游戏，并会于2014年在PC及次世代主机平台发布，项目代号为“曼巴（Project Mamba）”。新的工作室坐落于紐約蘇豪區，由大卫·格里恩斯主管，他曾于动视以及雅达利任职。根据其说法，雪崩工作室之所以选择在纽约设立新的工作室，是看中了这里竞争较小，并且其意图振奋此地的游戏行业。
2012年，雪崩工作室又将目光投向新的游戏——《疯狂麦克斯》。在此之前，工作室曾为不同发行商开发过多款末日幻想风格游戏，但都遭到搁置。而華納兄弟互動娛樂又为他们提供了一次新的机会，基于《衝鋒飛車隊系列電影》开发一款电子游戏。系列暨导演乔治·米勒在游戏开发前期提供了部分咨询。2010年，《戰神II》总监科里·巴罗格亦加入了工作室，他先前曾与米勒一起参加过另一款《疯狂麦克斯》游戏的研发，这为两款游戏添上了令人困惑的联系。2012年，科里离职。2014年8月，雪崩工作室公布其数个新项目正在同步推进，并称2015年将是工作室成立以来最为盛大的一年。除此之外，斯德哥尔摩工作室也将迁入更大的办公场所，以便今后扩张。《疯狂麦克斯》原计划于2014年发售，尔后被延期至2015年9月。
就在瑞典工作室专注开发《疯狂麦克斯》同时，纽约工作室也开始了《正当防卫3》的开发。其工作早在2012年初便已开始。因先前的《正当防卫》系列皆由瑞典工作室开发，故这一次交由了纽约工作室，来为该系列提供新的开端。这亦是在Eidos Interactive为史克威尔艾尼克斯收购之后发行的第一款游戏。雪崩工作室还曾派遣游戏团队前往哥斯达黎加丛林考察当地环境与地貌，从而为《疯狂麦克斯》以及《正当防卫3》的游戏世界提供灵感。
除了这两款游戏，2014年12月15日，系列独立资料片《猎人：原始》也在Steam平台上开放抢先体验，只是在该作中，游戏的对象变为了恐龙。次年3月31日，游戏完整版正式上线。随后，公司发布了其首款移动端游戏——《喧闹都市》，这是一款回合制策略游戏，于7月7日正式放出。
2015年，公司宣布纽约工作室与斯德哥尔摩工作室都进行了小幅裁员，因为公司正对项目进行重大调整，故在此阶段不能维持多个庞大的游戏团队。2016年6月，雪崩工作室宣布《正当防卫2》多人模式总设计师卡梅伦·富特（英語：Cameron Foote）入职，为工作室当前及未来的项目工作。
2016年12月8日，雪崩工作室发布了《猎人：荒野的召唤》首支预告片，并于2017年2月16日正式发售。

### 2018年至今
2018年5月，公司宣布于瑞典马尔默另外开设一间工作室。
当月，雪崩工作室又与Id Software达成合作，共同开发《狂怒2》。在Game Informer的一次采访中，桑德伯格透露工作室将致力于打造自主知识产权游戏，除与大型发行商合作之外，公司会更加专注于自主发行。
2018年5月30日，丹麦北方影业宣布以1.17亿欧元的价格全资收购雪崩工作室。6月，工作室公布了一款第一人称射击游戏——《零世代》，预计于2019年发布。6月10日的E3游戏展上，《正当防卫4》正式亮相，并于12月4日开始发行。25日，工作室宣布有六个项目正在同步开发。

## 理念
雪崩工作室自创立之日，便一直致力于开发開放世界沙盒游戏，并力图达到业内顶尖。与此同时，其还灵活处理市场变化，不被商业模式所禁锢。工作室还努力提高游戏的耐玩性。桑德伯格将雪崩工作室视作一家独立公司，并时常捍卫其知识产权。他还认为游戏开发者不应该过分看重于盈利。因此，工作室很少会开发多人模式游戏，因为他们认为这种做法对游戏本身并无意义。在规划未来的项目时，工作室会选择他们热衷且容易释放创意的项目。同样，他们只会开发自己喜爱且可以为他人带来快乐的游戏。
桑德伯格称公司内部的关系就像家庭一样。他与博洛姆堡都没有自己的办公室，以便于和员工建立更加亲密的关系。两人也会密切参与进行中的项目。

## 游戏

### 开发游戏
| 年份 | 游戏名           | 平台 | 平台 | 平台 | 平台 | 平台 | 平台 | 平台 | 平台 | 平台 | 平台 | 平台 | 发行商                               |
| 年份 | 游戏名           | PS2  | PS3  | PS4  | Lin  | Mac  | Win  | XBOX | X360 | XONE | iOS  | 安卓 | 发行商                               |
| ---- | ---------------- | ---- | ---- | ---- | ---- | ---- | ---- | ---- | ---- | ---- | ---- | ---- | ------------------------------------ |
| 2006 | 正当防卫         | 是   | 否   | 否   | 否   | 否   | 是   | 是   | 是   | 否   | 否   | 否   | Eidos Interactive                    |
| 2009 | 猎人             | 否   | 否   | 否   | 否   | 否   | 是   | 否   | 否   | 否   | 否   | 否   | Emote Games                          |
| 2010 | 正当防卫2        | 否   | 是   | 否   | 否   | 否   | 是   | 否   | 是   | 否   | 否   | 否   | Eidos Interactive                    |
| 2011 | 变节行动         | 否   | 是   | 否   | 否   | 否   | 是   | 否   | 是   | 否   | 否   | 否   | 世嘉                                 |
| 2015 | 猎人：原始       | 否   | 否   | 否   | 否   | 否   | 是   | 否   | 否   | 否   | 否   | 否   | Expansive Worlds（雪崩工作室子公司） |
| 2015 | 喧闹都市         | 否   | 否   | 否   | 否   | 否   | 否   | 否   | 否   | 否   | 是   | 是   | 雪崩工作室                           |
| 2015 | 疯狂麦克斯       | 否   | 否   | 是   | 是   | 是   | 是   | 否   | 否   | 是   | 否   | 否   | 華納兄弟互動娛樂                     |
| 2015 | 正当防卫3        | 否   | 否   | 是   | 否   | 否   | 是   | 否   | 否   | 是   | 否   | 否   | 史克威尔艾尼克斯                     |
| 2017 | 猎人：荒野的召唤 | 否   | 否   | 是   | 否   | 否   | 是   | 否   | 否   | 是   | 否   | 否   | 雪崩工作室                           |
| 2018 | 正当防卫4        | 否   | 否   | 是   | 否   | 否   | 是   | 否   | 否   | 是   | 否   | 否   | 史克威尔艾尼克斯                     |
| 2019 | 狂怒2            | 否   | 否   | 是   | 否   | 否   | 是   | 否   | 否   | 是   | 否   | 否   | 贝塞斯达软件                         |
| 2019 | 零世代           | 否   | 否   | 是   | 否   | 否   | 是   | 否   | 否   | 是   | 否   | 否   | 雪崩工作室                           |

### 正当防卫系列
《正当防卫》为開放世界动作冒险系列游戏，主角为里科·罗德里格斯（英語：Rico Rodriguez），供职于一家军事机构。该系列以允许玩家自由探索游戏世界并制造混乱而知名。游戏玩法围绕枪械、爪钩及降落伞展开。然而，初代《正当防卫》并未受到评论家们特别青睐。但其后继者《正当防卫2》受到了一致赞扬。汇总媒体Metacritic对其PC版给出了84/100的分数。一些评论家盛赞其为有史以来最好玩的沙盒射击类游戏。《正当防卫2》相较于前作受到了广泛欢迎，超过200万玩家体验了试玩版，并有600多万玩家购买了此游戏。但因游戏并未开发多人模式，一位模组制作者便在PC平台上开发了一个可千人同图的多人游戏模组。雪崩工作室随后为其提供了支持。2013年12月16日，工作室放出官方补丁，并于steam平台上面向已购买用户提供免费下载。2015年12月，《正当防卫3》正式面世，发布于Microsoft Windows、PlayStation 4以及Xbox One平台上。2018年12月，系列最近一款《正当防卫4》发行，但其PC版获得了褒贬不一的评价桑德伯格将史克威尔艾尼克斯视为长期合作伙伴。而在2015年E3游戏展史克威尔艾尼克斯的新闻发布会上，史克威尔艾尼克斯美国的CEO菲尔·罗杰斯（英語：Phil Rogers）称《正当防卫》系列可与其他史克威尔艾尼克斯经典游戏相提并论。

### 疯狂麦克斯
《疯狂麦克斯》为雪崩工作室除《正当防卫》之外的首款3A游戏，也是其首款授权电子游戏。游戏追随主角麥斯·洛克坦斯基进行历险，于废土中寻找自己的爱车。该游戏原本计划2012年进行展示，但最终推迟到2013年E3游戏展才得以亮相。其原本计划登陆Microsoft Windows、PlayStation 3、PlayStation 4、Xbox 360以及Xbox One平台，但PlayStation 3及Xbox 360版本因硬件限制而被取消，取而代之的是Linux版本。

### 其他项目
游戏团队还致力于开发《猎人》，一款免费狩猎网游。该游戏取得了商业上的巨大成功，并为雪崩工作室带来了丰厚收益。这也是工作室对免费商业模式的一次试探。另一款游戏《变节行动》为雪崩工作室的原创游戏，该游戏是一款清版射击游戏，灵感汲取自《赤色要塞》等电影。开发团队希望它可以如同2010年电影《暗影情节》一样重塑经典。游戏最终收到整体积极的评价。工作室首部移动端游戏——《喧闹都市》也在2015年7月正式公布 。这是一款策略游戏，取材于1960年代美国的自行车文化。雪崩工作室还接手了史克威尔艾尼克斯所开发游戏《最終幻想XV》中的飞艇部分。但据泄露的消息，后者只向工作室提供了一些信息，而未与之一起工作。
工作室亦曾有一些项目遭到取消。2009年，雪崩公布了一款战神风格游戏《AionGuard》。这款游戏原计划为開放世界奇幻游戏，以第一次世界大战中的武士、侍以及骑士作为其中角色。游戏灵感来源于《星際大戰》，以及弗兰克·赫伯特与迈克尔·莫库克两人的作品。但在2010年，该项目被无限期延迟。2012年时，公司宣称正在构思一款非超人漫画书类型游戏，但项目于2014年停滞。工作室还曾几乎与LucasArts达成合作，以开发一款基于《星際大戰》宇宙的开放世界游戏。另据曝光还曾有一款蒸汽朋克主题的游戏正在制作中，但随后也遭搁置。
2018年5月14日，贝塞斯达软件宣布将由雪崩工作室领衔，偕Id Software共同开发《狂怒2》，并将于Windows、Xbox One及PlayStation 4平台发布。